# 霍穆捷齊 (布魯西利夫區)

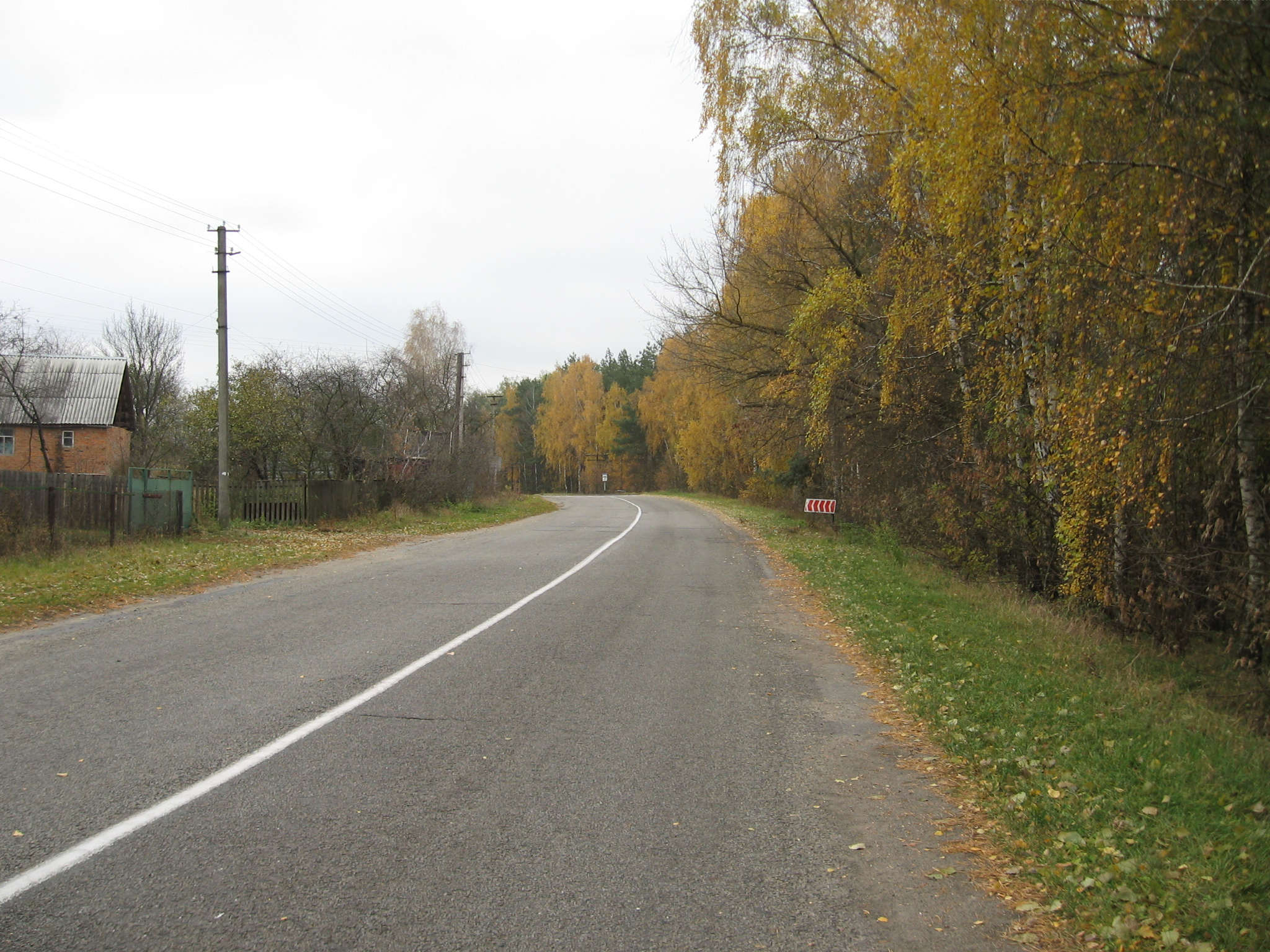

霍穆捷齊（烏克蘭語：Хомутець）是烏克蘭北部的村莊，隸屬日托米爾州的日托米爾區。該村始建於1609年，面積53.13平方公里，海拔高度189米，2001年人口1,239，人口密度每平方公里23.32人。
50°14′45″N 29°35′38″E / 50.24583°N 29.59389°E